# Протестантизм
Протестанти́зм — один із найпоширеніших напрямів у християнстві, що відокремився від католицизму в період Реформації у XVI столітті (лютеранство, кальвінізм тощо) та внаслідок подальшого внутрішнього поділу утворив такі течії як адвентизм, баптизм, методизм, євангелізм, п'ятидесятництво, харизматичний рух тощо. Свою ціль вони вбачали в поверненні до ідеалів раннього християнства. Церкви й спільноти протестантів національного чи місцевого характеру є в усьому світі та їх поширення триває. В Україні часто критикуються через відсутність в храмах звичних для православного населення ікон та їх сприйняття як гріховних.

## Історія протестантизму
Див. також: Протестантська трудова етика
Історія протестантизму пов'язана з іменами великих представників людства, його культури, як-то: Ян Гус, Джон Вікліф, Мартін Лютер, Жан Кальвін тощо. Поява протестантизму стала переломним моментом у всій європейській культурі.
Торгівля індульгенціями спричинила виступ німецького богослова Мартіна Лютера (1483—1546), який 17 жовтня 1517 року оприлюднив 95 тез із критикою вчення католицької церкви про індульгенції, чистилище, молитви за померлих і спасіння заслугами святих. Лютер відкинув папську владу, особливу благодатність священства і його посередництво у спасінні, висунув вимогу спрощення церковної обрядовості й підпорядкування Церкви світській владі. Усе це відповідало інтересам бюргерства і частини шляхти, які створили під керівництвом Лютера і його соратника Філіппа Меланхтона (1497—1560) поміркований напрям німецької Реформації. Лютерани наполягали на особистих стосунках (без будь-яких посередників — Церкви, священника) людини з Богом. Вони боролися за право кожного християнина самому вільно читати і тлумачити Біблію. Лютер здійснив переклад Біблії німецькою мовою (католицька церква вимагала від віруючих лише в церкві з уст священника слухати читання Біблії і лише латиною) і зробив її настільною книгою кожної німецької сім'ї. Лютерівський переклад Біблії став взірцем тогочасної німецької літературної мови.
Мартін Лютер обґрунтував 3 важливі принципи Протестантизму: спасіння особистою вірою (лат. sola fide), а не через відпущення гріхів священниками; єдиний авторитет — Біблія (sola scriptura), а не вчення отців Церкви (див. Патристика), римських пап чи постанови церковних соборів; прощення досягається завдяки Божій милості (sola gratia), а не через священників чи пап. У 1526 райхстаг «Священної Римської імперії германської нації», що засідав у Шпаєрі (Німеччина), на вимогу німецьких князів-лютеран прийняв закон про право кожного німецького князя обирати релігію для себе і своїх підданих. Однак уже 1529-го імперський райхстаг скасував цей закон. У відповідь 5 князів-лютеран і представники 14-ти німецьких міст підписали т. зв. Протестацію — протест проти рішення загальноімперських зборів щодо обмеження поширення лютеранства в Німеччині. Згодом «протестантами» стали називати всіх послідовників нових церковних напрямів, які відділилися в період Реформації від католицизму, а також тих, які з'явилися пізніше в результаті виділення з основних протестантських церков. Ранні протестантські течії — лютеранство, цвінгліанство, кальвінізм, англіканство — утворилися в XVI столітті й дали поштовх анабаптизму, менонітству, антитринітаризму, социніанству. Організаційна структура протестантських церков була пристосована до нової суспільної і культурної ситуації, нових духовних запитів особистості, яка звільнялася від станово-нормативних пут (аристократичних, шляхетських, священницьких).
Найбільш послідовне втілення демократичні вимоги знайшли у цвінгліанстві і кальвінізмі, які всередині 16 ст. злилися у Швейцарській реформаторській церкві. Цюрих і Женева (обидва міста в Швейцарії) стали центрами Реформації, де Ульрих Цвінглі (1484—1531) і Жан Кальвін (1509–64) здійснили радикальне перетворення церковного улаштування. На відміну від лютеранства у реформаторських церквах немає загальнообов'язкового символу віри. Єдиним джерелом віровчення є Біблія. Авторитетами для теологів і проповідників залишаються написані Кальвіном «Настанови в християнській вірі» (1536–59), в яких систематизуються ідеї Мартіна Лютера та ін. реформаторів, «Церковні установлення» (1541), «Женевський катехизис» (1545), а також «Шотландське віросповідання» (1560) і «Вестмінстерське сповідання віри» (1547) та ін.

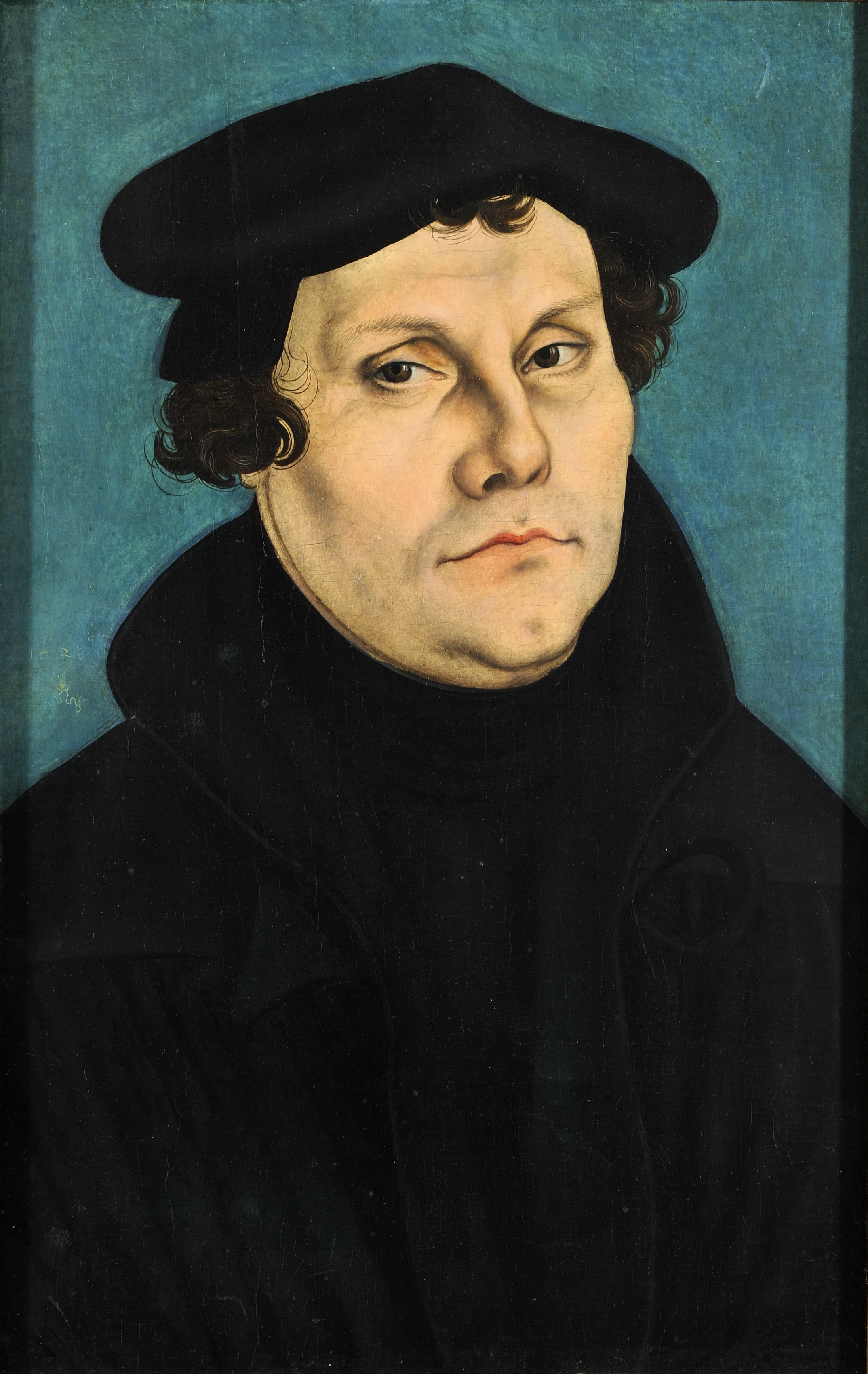
Мартін Лютер

Засновані на кальвінізмі віросповідання були прийняті протестантами Франції (гугеноти), Нідерландів, у деяких землях Німеччини, Угорщини й Чехії. Значної ролі набули ідеї кальвінізму серед протестантів Англії, які вимагали радикального «очищення» (пуритани) англіканської церкви. Кальвіністи Англії і Шотландії виступили за ліквідацію єпископату.

### Англіканство
Ще одним напрямом раннього Протестантизму є англіканство. Формальний розрив із римським католицизмом відбувся в Англії за короля Генріха VIII Тюдора (1491—1547). 1534 він оголосив закон про верховенство і визнав себе главою англіканської церкви. Наказав позакривати монастирі, а їхні землі і майно розділив між шляхтою. Скасовувався культ святих, ікон, статуй, реліквій римо-католицької церкви, кожна церква повинна була мати Біблію англійською мовою. Проте ці заходи короля Англії Генріха VIII Тюдора були радше політичною акцією. Правління англійської королеви Єлизавети I Тюдор (1559—1603) — це період стабілізації англіканства, оформлення його віроповчальних і літургійних особливостей. 1571 англійський парламент затвердив символ віри — т. зв. 39 статей. У цьому документі зберігається католицька ідея про рятівну силу Церкви, вчення про церковну ієрархію, успадковану від католицизму, але водночас проводиться реформаційне вчення про Біблію як єдине джерело і єдиний авторитет віровчення, принцип спасіння особистою вірою, визначаються 2 таїнства — хрещення і причастя. Англіканська церква є державною церквою у Великій Британії, її постійним главою є монарх (король, королева). Єпископи цієї церкви призначаються королем Англії і стають довічними членами вищої палати парламенту — палати лордів.

### Квакери
У XVII столітті виникло Християнське товариство друзів внутрішнього світла, засноване ремісником Джорджем Фоксом. За екстатичні способи досягнення спілкування з Богом і підкреслення необхідності перебування в постійному «тремтінні» перед Богом послідовники цього руху отримали назву «квакерів» (від англ. quakers — трясуни). Квакери опрацювали доктрину безкомпромісного пацифізму, категорично відкидають будь-яке насильство, відмовляються брати в руки зброю. Працелюбство і чесність квакерів сприяли процвітанню квакерських товариств, збільшенню в них чисельності фермерів, торгівців, промисловців, що привело до послаблення квакерського ізоляціонізму, розширення активності їхніх організацій. Особливу увагу квакери надають антивоєнній та філантропічній діяльності.

### Пізній розвиток

Церковний прапор німецьких протестантів

У 1530-х рр. у Нідерландах сформувалася протестантська течія менонітів, яку очолив католицький священник Менно Сімонс (звідси її назва — меноніти). До основних положень менонітського вчення належать, крім загальнопротестантських принципів, відмова від військової служби і присяги та низка інших догматів й приписів, які спричиняли переслідування їх у Нідерландах. Меноніти змушені були емігрувати до інших країн, зокрема до Речі Посполитої і Російської імперії. Пізній Протестантизм (кінець XIX — поч. XX ст.) пов'язаний із виникненням методистів, баптистів, адвентистів, п'ятдесятників та ін.

## Походження терміна
Термін «протестантизм» з'явився у 1529 році, коли Шпаєрський рейхстаг скасував своє попереднє рішення від 1526 року, яким призупинялася дія Вормського едикту проти Мартіна Лютера. У відповідь декілька німецьких земель та ряд імперських міст виголосили протест.

## Основи віровчення

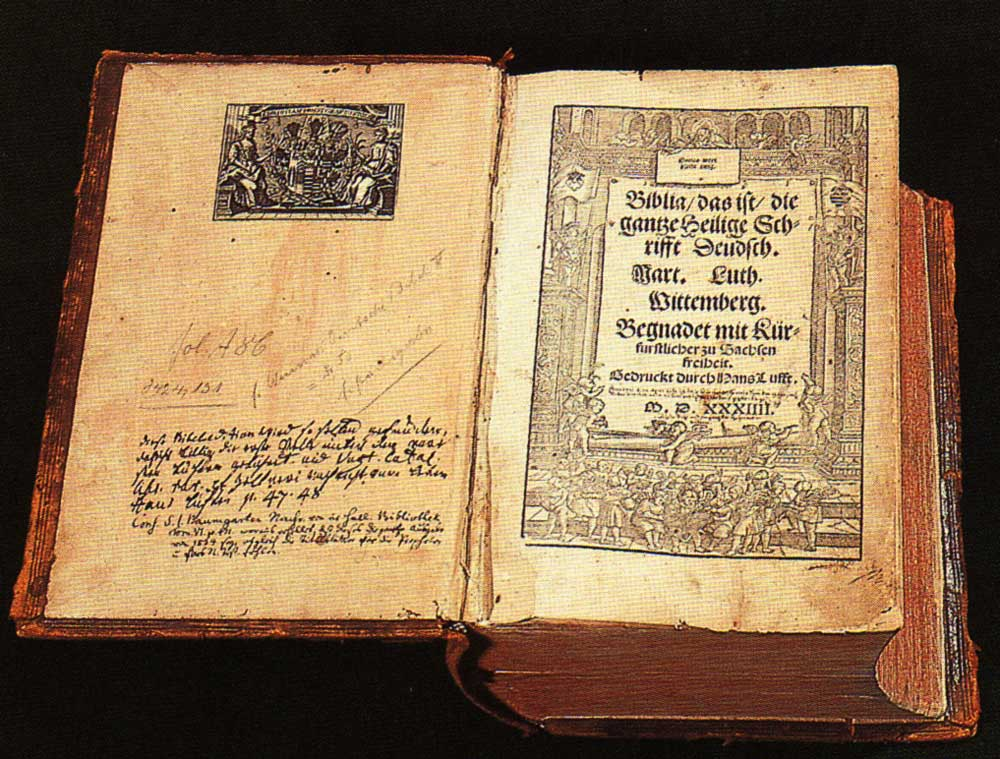
Біблія, перекладена німецькою

Віровчення і практика протестантизму ґрунтується на принципах Реформації, а саме, Sola scriptura («тільки Писанням»), Sola gratia («тільки благодаттю»), Sola fide («тільки вірою»), Solus Christus («тільки Христос») та Soli Deo gloria («тільки Богу слава»). Всі п'ять принципів узагальнюються виразом Quinque sola («П'ять „тільки“»). Протестантизм приймає також положення Нікейсько-Царгородського Символу віри, проте є певні відмінності в розумінні цих положень, в порівнянні з розумінням Символа віри в православ'ї та католицизмі.
Надзвичайно важливим у Протестантизмі є принцип загального священства, тобто обов'язку всіх віруючих проповідувати й навчати Біблії. Усі члени протестантських церков беруть участь у житті своїх громад і у виборах керівних органів. Громади демократичним шляхом обирають або покликають спеціальних служителів — дияконів, пресвітерів, проповідників, благовісників, пасторів, єпископів.
Лютеранські, або євангелічні, церкви оформилися в німецьких північних князівствах. Лютеранство має свої віроучительні книги — «Аугсбурське віросповідання» (1530), Катехізиси Лютера, «Книгу згоди» (1580). У лютеранстві зберігаються єпископат, особливе посвячення в духовний сан (ординація), літургія, 2 таїнства — хрещення (немовлят) і причастя. У лютеранських кірхах немає ікон, але зберігається розп'яття, убрання духовенства і вівтар.
Протестантизм виступає за те, що на перший план богослужіння висувається проповідь. Богослужіння ведеться на народних мовах, складається з проповіді, співання молитовних гімнів і читання Біблії. Протестантизм відкидає розподіл вірян на духовенство і мирян — тобто кожен вірянин може звернутися до Бога без посередників.
Основною ідеєю протестантизму, сформульованою Мартіном Лютером, є заперечення того, що спасіння можна досягти добрими вчинками чи будь-якими людськими зусиллями (на момент появи протестантизму суттєвим моментом була також боротьба з продажем індульгенцій, тобто ідеєю того, що від гріхів можна позбавитися за гроші). Натомість спасіння досягається винятково вірою у викупну жертву Ісуса Христа, згідно з ключовим для протестантизму біблійним текстом — Послання до Ефесян 2:8,9: Бо спасенні ви благодаттю через віру, а це не від вас, то дар Божий, не від діл, щоб ніхто не хвалився.
Протестантизм, що виріс із боротьби з церковними традиціями, які, на думку протестантів, часто-густо відходять від витоків християнства, характеризується особливим наголошенням на знанні Біблії та оцінці усіх аспектів життя саме відповідно до біблійних постулатів.

## Течії

Протестантизм як державна релігія:
Лютеранство
Англіканство
Кальвінізм
Методизм

Протестантизм усіх напрямків відстоює ту позицію, що знання релігійної істини дається людині божественним одкровенням. Протестантизм позбавляв папство і церкву монопольного права тлумачення Біблії — протестанти проголошували право кожного вірянина не тільки самостійно читати, але й тлумачити Біблію. З огляду на соціальні та політичні умови виникли різні течії протестантизму:
- лютеранство
- кальвінізм
- англіканство
- квакерство
- баптизм
- методизм
- адвентизм
- п'ятидесятництво
- харизмати
- реставраціонізм

та інші. Деякі з цих течій із плином часу зникли (наприклад, цвінгліанство) або значно трансформувалися, як-от анабаптизм. У пізніші часи з'явилися нові течії в протестантизмі. Серед них можна відзначити баптизм, адвентизм (від «пришестя»), п'ятидесятництво тощо. Вони, в свою чергу, теж зазнали поділів. Загалом ці протестантські напрямки узагальнюють поняттям «Євангельські християни». Часто до протестантів відносять Свідків Єгови, а також унітаріїв, проте деякі дослідники не вважають Свідків Єгови християнами, тому що вони не визнають Ісуса Христа Богом, заперечують Трійцю і духівництво.

## Протестантизм в Україні

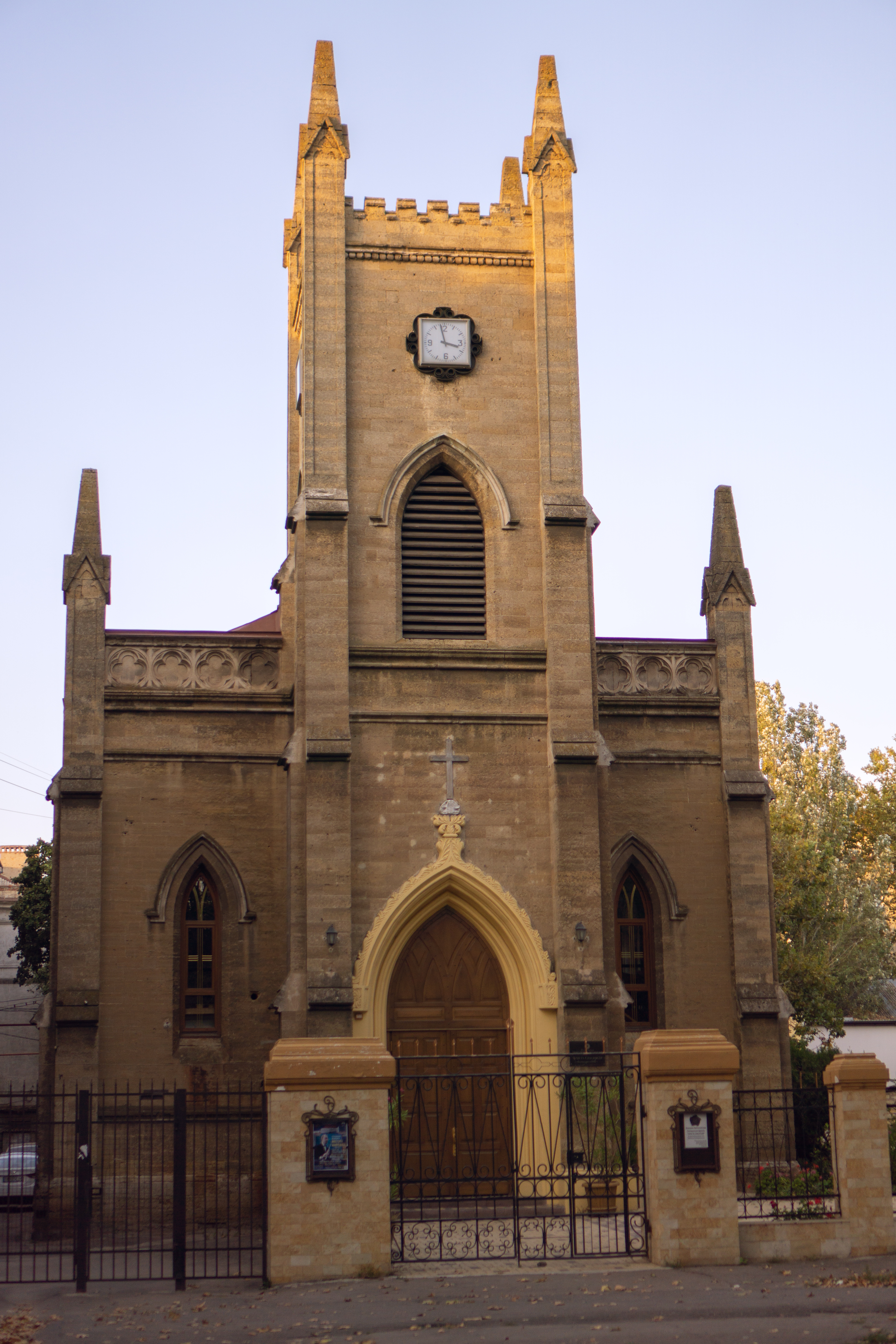
Лютеранська церква Христа Спасителя у Миколаєві

Протестантизм в Україні — представлений практично усіма наявними в усьому світі протестантськими деномінаціями. У 2010 році загальна кількість протестантів в країні складала понад мільйон вірян, що становить 2,4 % від населення України. За роки незалежності України протестантські конфесії пройшли шлях свого розвитку — від секти до Церкви. Їхні суспільна легалізація, правова легітимація, та притаманний Протестантизму динамізм сприяли формуванню нового типу конфесійної інституціоналізації. Нині вони мають чітко сформоване богослов'я, системну побудову організаційної структур, свої релігійні центри та церковну ієрархію, ґрунтовну систему підготовки кадрів — від семінарії і коледжів до інститутів та університетів, кваліфікований професорсько-викладацький склад із богословськими й науковими ступенями, власну високотехнологічну друкарсько-видавничу базу, ведуть десятки теле- і радіопередач, мають розгалужені місійні центри, налагоджені зв'язки, відпрацьовану координацію дій зі своїми закордонними центрами. Ці конфесії іменуються «церквами» (релігійними організаціями).
Майже половина всіх протестантів в Україні є баптисти. За даними журналу Christianity Today, Україна стала не тільки «Біблійним поясом» Східної Європи, а й свого роду «центр церкви, освіти і місії євангельського християнства». Сьогодні Україна є місцем зустрічі євангельського протестантизму в усіх країнах колишнього Радянського Союзу, де навіть сьогодні існують правові обмеження на діяльність релігійних об'єднань. Ці країни отримують вигоду від публікації літератури в Україні, навчання керівників їхніх зборів і отримання допомоги у вигляді місіонерів. Українські протестанти у порівнянні з їхніми західними одновірцями більш консервативні, як в доктрині, так і питаннях моралі.
Найбільшими протестантськими конфесіями в Україні є:
- Баптисти — 500 000 вірян
- П'ятидесятники — 400 000 вірян
- Адвентисти — 100 000 вірян.

Частина українських протестантів емігрували в Сполучені Штати Америки, де вона грає важливу роль у місцевих соціальних проєктах, наприклад, на реконструкцію будинків, зруйнованих в результаті урагану Катріна.

## Поширення та демографія
У світі налічується понад 1,18 мільярда протестантів         серед приблизно 2,6 мільярда  християн.    У 2010 році загальна кількість протестантів становила понад 800 мільйонів, з них 300 мільйонів в Африці на південь від Сахари, 260 мільйонів в Америці, 140 мільйонів в Азійсько-Тихоокеанському регіоні, 100 мільйонів в Європі та 2 мільйони на Близькому Сході та в Північній Африці. Протестанти складають майже сорок відсотків християн у всьому світі, і це більше однієї десятої всього людського населення. За різними оцінками, відсоток протестантів стосовно загальної кількості християн у світі становить 33%, 36 %, 36,7%  і 40%, а стосовно населення світу — 11,6% і 13 %.
У європейських країнах, які зазнали найбільшого впливу Реформації, протестантизм досі залишається найбільш поширеною релігією. До них відносяться країни Північної Європи та Велика Британія. В інших історичних протестантських твердинях, таких як Німеччина, Нідерланди, Швейцарія, Латвія та Естонія, протестантизм залишається однією з найпопулярніших релігій. Хоча територія нинішньої Чеської Республіки була місцем одного з найбільш значущих дореформаційних рухів, сьогодні протестантське населення є лише невеликим; в основному через історичні причини, такі як переслідування протестантів католицькими Габсбургами, обмеження за часів комуністичного правління, а також триваючу секуляризацію. За останні кілька десятиліть релігійна практика зменшувалася в міру зростання секуляризації. Згідно з дослідженням «Релігійність в Європейському Союзі у 2019 році», проведеним компанією «Євробарометр», протестанти становили 9% населення ЄС. За даними Pew Research Center, протестанти становили майже п'яту частину (або 18%) християнського населення континенту у 2010 році. Кларк і Байєр підрахували, що протестанти становили 15% всіх європейців у 2009 році, в той час, як Нолл стверджує, що менше ніж 12% з них проживали в Європі у 2010 році. 
міни у всесвітньому протестантизмі за останнє століття були значними.   З 1900 р. протестантизм швидко поширився в Африці, Азії, Океанії та Латинській Америці.   Це стало причиною того, що протестантизм почали називати переважно незахідною релігією.  Значна частина зростання відбулася після Другої світової війни, коли відбулася деколонізація Африки та скасування різноманітних обмежень проти протестантів у країнах Латинської Америки. За даними одного з джерел, протестанти складали відповідно 2,5%, 2%, 0,5% латиноамериканців, африканців та азійців. У 2000 році відсоток протестантів на згаданих континентах становив 17%, понад 27% і 6% відповідно. За даними Марка А. Нолла, у 1910 році 79% англікан жили у Великій Британії, а решта - у Сполучених Штатах і на території Британській Співдружності націй. До 2010 року 59% англікан мешкали  в Африці.  У 2010 році в Індії проживало більше протестантів, ніж у Великій Британії чи Німеччині, тоді як протестантів у Бразилії було стільки ж, скільки у Великій Британії та Німеччині разом узятих. У Нігерії та Китаї проживало майже стільки ж протестантів, скільки у всій Європі. У Китаї проживає найбільша у світі протестантська меншина. 
Протестантизм зростає в Африці,   Азії,   Латинській Америці  та Океанії , тоді як занепадає в Англійській Америці  та Європі  за деякими винятками, такими як Франція, де воно перебувало в підпіллі з моменту скасування Нантського едикту 1685 року до незадовго до Французької революції, але зараз стверджується, що кількість його прихильників стабільна за своєю чисельністю, а то й дещо збільшуються. На думку деяких, Росія є ще однією країною, де відроджується протестантство.  
У 2010 році найбільшими протестантськими конфесійними родинами історично були п’ятидесятницькі деномінації (11%), англікани (11%), лютерани (10%), баптисти (9%), Об’єднані та об’єднуючі церкви (об’єднання різних конфесій) (7%), пресвітеріанці або реформатори (7%), методисти (3%), адвентисти (3%), конгрегаціоналісти (1%), Плімутські брати (1%), Армія Спасіння (<1%) і Моравська церква (<1%). Інші конфесії становили 38% протестантів.
У Сполучених Штатах проживає приблизно 20% протестантів світу. Згідно з дослідженням 2012 року, частка протестантів серед населення США становила 48%, що стало першим випадком, коли вони не були релігією більшості населення країни.  Це зниження пояснюється головним чином падінням кількості членів основних протестантських церков,   тоді як євангельські протестантські та чорні церкви залишаються стабільними або продовжують зростати.
За прогнозами, до 2050 року протестанти становитимуть трохи більше ніж половина всього християнського населення світу.  На думку інших експертів, таких як Ганс Й. Гіллербранд, протестанти будуть такими ж численними, як і католики.

За словами Пітера Л. Бергера, популярний протестантизм - найдинамічніший релігійний рух у сучасному світі, наряду з ісламом, що відроджується.

Країни з протестантською більшістю у 2010 р
Країни за відсотком протестантів, 2010

## Видатні діячі протестантизму

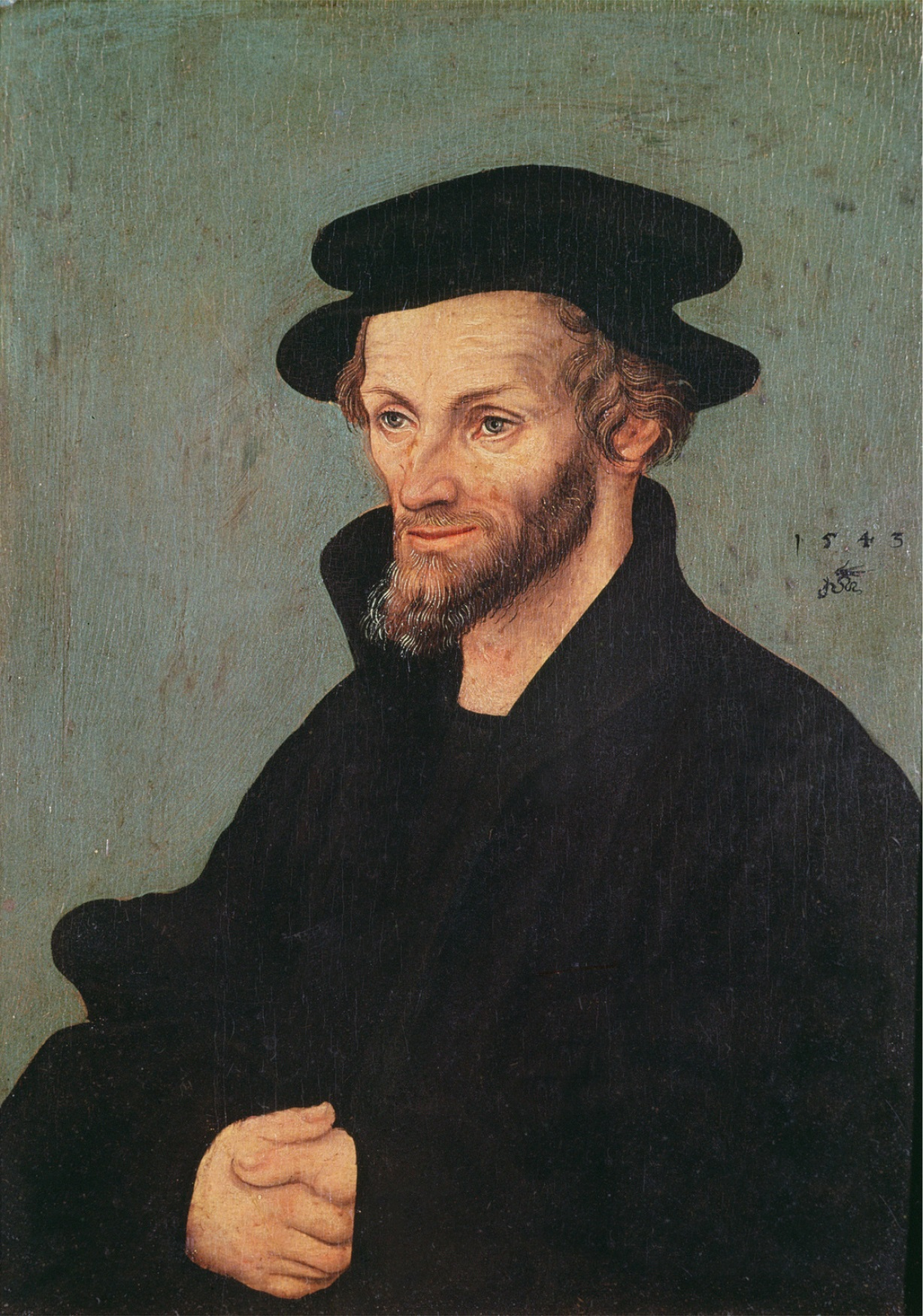
Філіпп Меланхтон

- Мартін Лютер
- Жан Кальвін
- Ульріх Цвінглі
- Філіпп Меланхтон
- Джон Нокс
- Джон Веслі
- Чарльз Гаддон Сперджен
- Дітріх Бонгоффер
- Іван Проханов

## Видатні проповідники сучасності
- Віктор Гам
- Біллі Грем
- Йонгі Чо
- Джон Мак Артур
- Дерек Принс[51]
- Рик Реннер
- Пет Робертсон
- Кеннет Коупленд
- Тімоті Келлер

## Виноски
1. ↑  Оцінки значно різняться - від 400 до понад мільярда. Однією з причин цього є відсутність єдиної думки серед науковців щодо того, які саме деномінації складають протестантизм. Однако, 800 мільйонів є найбільш прийнятною цифрою серед різних авторів та науковців. Наприклад, автор Ганс Гіллербранд оцінював загальну кількість протестантів у 2004 році у 833 457 000,[9] тоді як звіт Теологічної семінарії Гордон-Конвелл - 1 189 781 000 (з включенням незалежних, як визначено в цій статті) на початку 2025 року.[3]
2. ↑  Сучасні джерела загалом сходяться на думці, що християни становлять близько 33% населення світу - трохи більше 2,4 мільярда прихильників у середині 2015 року.
3. ↑  Оцінки для Китаю варіюються в десятки мільйонів. Однак, у порівнянні з іншими країнами, немає жодних розбіжностей, що Китай має найчисельнішу протестантську меншину.
4. ↑  Магістральні протестантські, незалежні, анабаптистські та англіканські партії розуміються як протестантські, як зазначено раніше в статті, а також у книзі: «Статистичні дані для мегаблоків П,  І та А часто об'єднуються, оскільки вони дуже сильно перетинаються - звідси й такий порядок, якого ми дотримуємося тут».
5. ↑  Гнучкий термін; визначається як усі форми протестантизму, за винятком історичних конфесій, що виникли внаслідок протестантської Реформації.